# ヤグアル級魚雷艇
ヤグアル級魚雷艇（ヤグアルきゅうぎょらいてい、ドイツ語: Jaguar-Klasse）とは、西ドイツ海軍がジルバーメーヴェ級魚雷艇の後継として設計した魚雷艇である。140型魚雷艇（Klasse 140）とも表記される。
本項目では、派生型のゼーアドラー級魚雷艇（141型魚雷艇。ドイツ語: Seeadler-Klasse, Klasse 141）についても解説する。

## 概要
ヤグアル級/ゼーアドラー魚雷艇は、第二次世界大戦後に西ドイツが初めて新規に設計開発された小型高速戦闘艇である。
ヤグアル級魚雷艇1番艇「P6059 / S1 ヤグアル」は1957年に就役し、1961年までの4年間でヤグアル級20隻とゼーアドラー級10隻の合計30隻が就役した。
就役後、ヤグアル級は第3高速艇戦隊（3. Schnellbootgeschwader）と第5高速艇戦隊（5. Schnellbootgeschwader）、ゼーアドラー級は第2高速艇戦隊（2. Schnellbootgeschwader）にそれぞれ配属された。しかし、第3次中東戦争の1967年10月21日にイスラエル海軍の駆逐艦エイラートをエジプト海軍のコマール型ミサイル艇から発射されたP-15「テルミート」対艦ミサイルによって撃沈した事例から、魚雷艇の存在価値が揺らぎ始めた。
このため第3/第5高速艇戦隊のヤグアル級はティーガー級ミサイル艇への更新が進められて1975年に全艇が西ドイツ海軍から退役し、第2高速艇戦隊のゼーアドラー級もアルバトロス級ミサイル艇に更新されて1976年に全艇が西ドイツ海軍から退役した。

### 船体
ヤグアル級とゼーアドラー級の艇体は同一の構造であり、木製の外板と軽合金製の甲板で製造され軽量化が図られているが、主な作戦想定海域である北海及びバルト海における一定水準の航洋能力を備えている。
ヤグアル級とゼーアドラー級の差異は搭載エンジンのみであり、どちらもディーゼルエンジンを搭載するが、ヤグアル級はメルセデス・ベンツ製のMB 518 B、ゼーアドラー級はマイバッハ（後のMTUフリードリヒスハーフェン）製のMD 871を搭載する。このため、ヤグアル級とゼーアドラー級を搭載エンジンのメーカーからそれぞれメルセデス-ボート（Mercedes-Boote）とマイバッハ-ボート（Maybach-Boote）と呼ぶこともある。
当初はゼーアドラー級の最高速度が大きくヤグアル級に劣っていたが、1960年代後半にはエンジンを改良型のマイバッハ製MD 872に換装することにより、ヤグアル級にほぼ匹敵する最高速度を手に入れた。

### 兵装
ヤグアル級/ゼーアドラー級の兵装は基本的に同一である。
主兵装の533mm魚雷発射管は艇体の左右に2基ずつの計4基搭載されており、魚雷の発射軸線は艇体の前後軸線からやや左右外向き（前部魚雷発射管は10°、後部魚雷発射管は15°）の角度をつけて取り付けられている。艇内に予備魚雷は搭載不可能なため、魚雷の再装填には母港に帰還するか補給艦と合流する必要がある。
搭載魚雷は、当初はフランスから第二次世界大戦中にドイツが生産したG7a魚雷（最大速度44ノット時の射程6km）の供給を受けていたが、G7a魚雷の在庫が払底すると、その後継としてイギリス製のMk 8 魚雷（最大速度44.5ノット時の射程4.5km）を装備するようになった。
甲板上には、対空兵装と二次的対水上火力を兼ねて艦橋の前後に1門ずつのボフォース 70口径40mm機関砲を装備している。対空用の射撃管制装置も設置されている。
オプションで機雷の敷設能力も付与することが可能であり、後部の魚雷発射管2基を撤去することで2基の機雷敷設装備とそれぞれに23基の機雷を搭載することが可能である。
この他には対潜水艦用の爆雷4発を搭載しているが、潜水艦捜索用のソナーは装備していない。

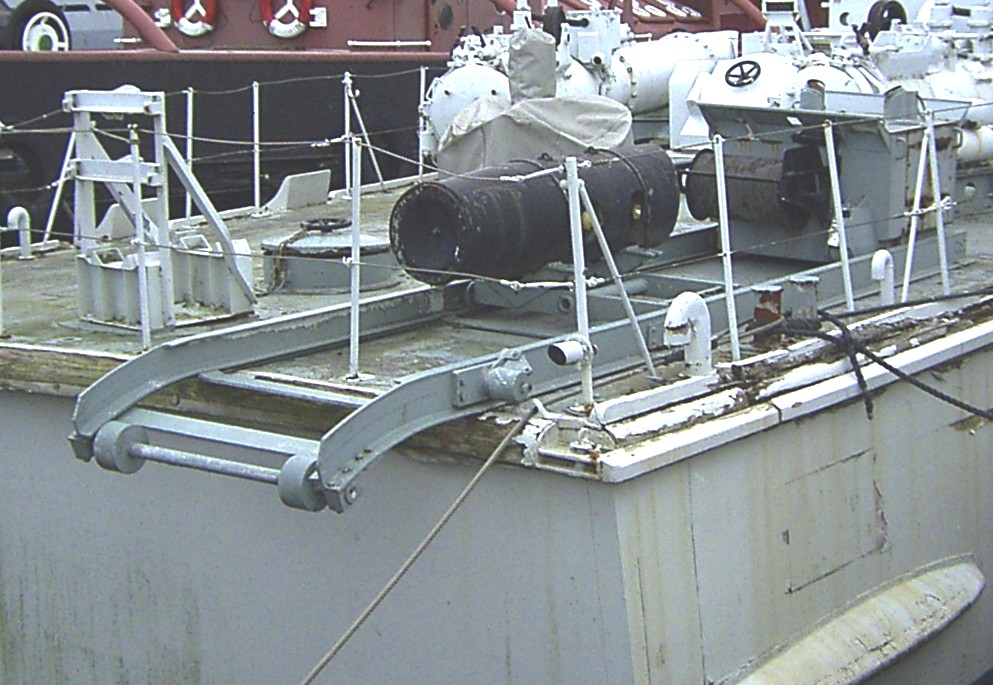
ヤグアル級/ゼーアドラー級の艇尾に設置される機雷敷設装備。 これを搭載する際には、後部の魚雷発射管を降ろす必要がある。
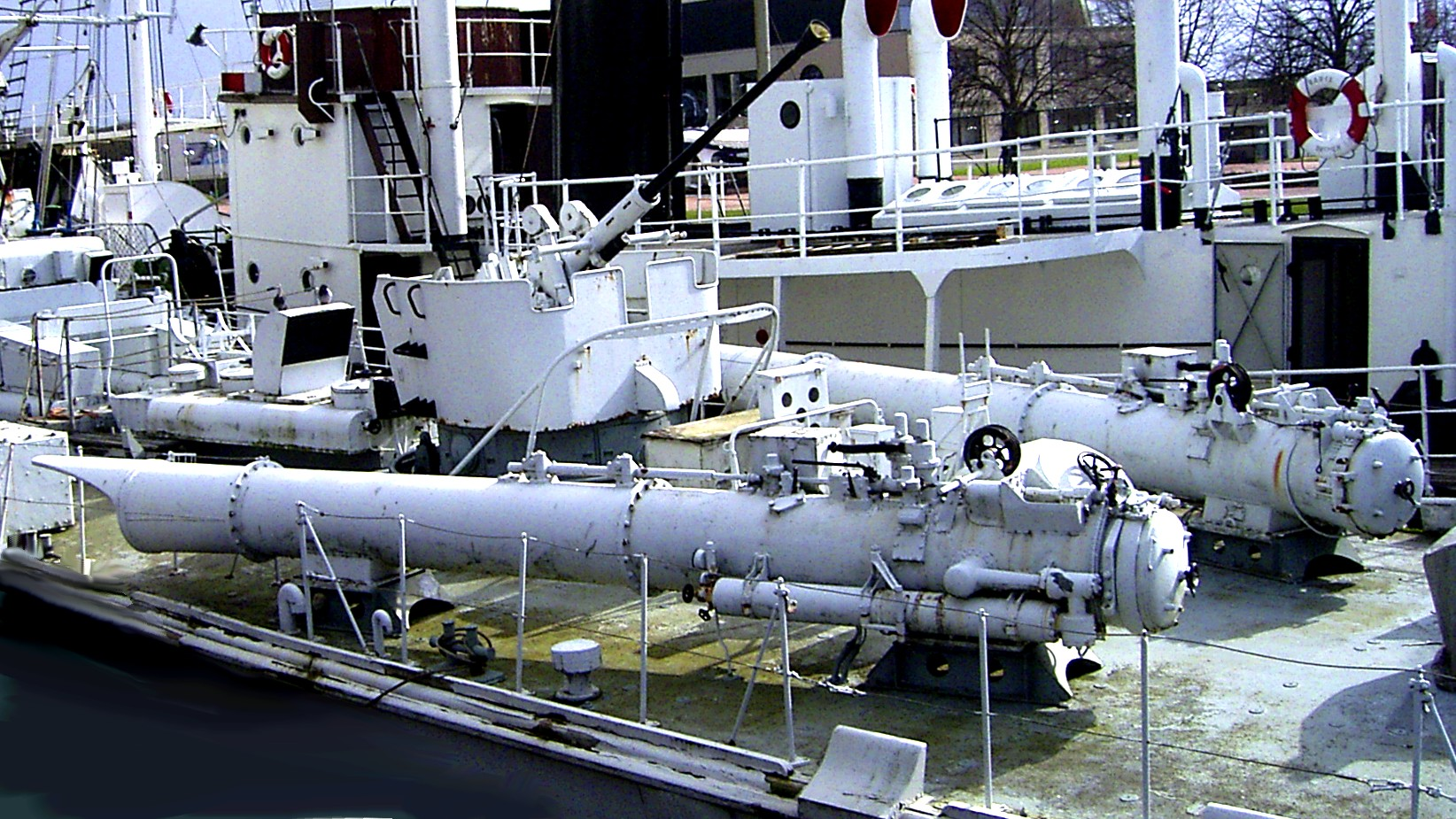
ヤグアル級/ゼーアドラー級の後部甲板に設置された533mm魚雷発射管とボフォース 40mm機関砲。
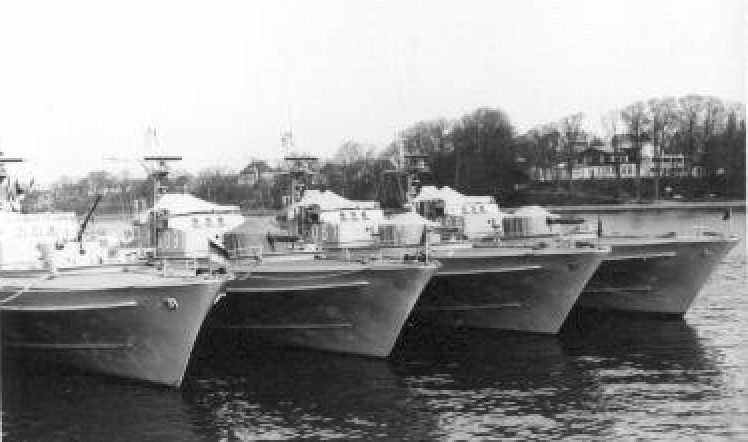
軍港に停泊中のヤグアル級魚雷艇。

## 同型艇

### ヤグアル級
ヤグアル級は西ドイツ海軍から退役後、11隻をトルコ海軍が引き取り内7隻を再就役させたが、1993年までに全て退役した。
トルコ海軍に引き取られなかった9隻のうち、フランス海軍が標的艇として1隻を引き取ったほかはほとんどが解体された。うち1隻はブレーメン州のブレーマーハーフェンにて展示されていたが、こちらも2006年に解体されている。
| 艦番号      | 艦名                   | 就役           | 退役           | 備考 |
| ----------- | ---------------------- | -------------- | -------------- | --- |
| P6059 / S1  | ヤグアル （Jaguar）    | 1957年11月16日 | 1973年6月22日  | |
| P6058 / S2  | イルティス （Iltis）   | 1957年12月19日 | 1975年1月31日  | トルコ海軍に標的艇として売却。後にスクラップとして解体。                                                                                             |
| P6062 / S3  | ヴォルフ （Wolf）      | 1958年2月12日  | 1975年3月21日  | トルコ海軍において、P335 ユルドゥズ（Yıldız）として再就役。1993年6月17日に退役。                                                                     |
| P6061 / S4  | ルクス （Luchs）       | 1958年3月27日  | 1972年12月1日  | |
| P6060 / S5  | レオパルト （Leopard） | 1958年5月20日  | 1973年5月28日  | |
| P6065 / S12 | ルーヴェ （Löwe）      | 1959年2月5日   | 1975年4月25日  | トルコ海軍において、P332 カルカン（Kalkan）として再就役。1981年7月20日に退役。                                                                       |
| P6066 / S13 | フクス （Fuchs）       | 1959年3月17日  | 1973年7月13日  | |
| P6067 / S14 | マルダー （Marder）    | 1959年7月7日   | 1972年6月2日   | |
| P6082 / S15 | ヴァイエ （Weihe）     | 1959年10月28日 | 1972年7月5日   | フランス海軍に標的艇として売却。1986年にトゥーロン沖にて撃沈。                                                                                       |
| P6083 / S16 | クラーニヒ （Kranich） | 1959年12月19日 | 1973年11月2日  | ブレーマーハーフェンにおいて博物館船として展示。2006年にスクラップとして解体。                                                                       |
| P6085 / S17 | シュトルヒ （Storch）  | 1960年3月12日  | 1974年3月29日  | トルコ海軍において、P331 トゥファン（Tufan）として再就役。1988年2月24日に退役。                                                                      |
| P6087 / S18 | ハーヘル （Häher）     | 1960年4月5日   | 1974年12月15日 | トルコ海軍において、P333 ミズラク（Mızrak）として再就役。1981年7月20日に退役。                                                                       |
| P6088 / S19 | エルスター （Elster）  | 1960年7月8日   | 1974年7月19日  | |
| P6089 / S20 | ライハー （Reiher）    | 1960年8月15日  | 1973年8月21日  | トルコ海軍に引き渡し後解体。 |
| P6091 / S21 | ドメル （Dommel）      | 1961年2月4日   | 1974年3月22日  | |
| P6090 / S22 | ペンギン （Pinguin）   | 1961年3月28日  | 1972年12月14日 | 短期間、第71テストセンター（Erprobungsstelle 71）において運用された。 後にトルコ海軍においてP336 キリク（Kılıç）として再就役。1988年12月31日に退役。 |
| P6063 / S23 | ティーガー （Tiger）   | 1958年10月15日 | 1974年12月20日 | トルコ海軍において、P334 カライェル（Karayel）として再就役。1981年7月20日に退役。                                                                    |
| P6064 / S24 | パンター （Panther）   | 1958年12月12日 | 1973年3月1日   | |
| P6084 / S29 | アルク （Alk）         | 1960年1月14日  | 1974年8月6日   | トルコ海軍に引き渡し後解体。 |
| P6086 / S30 | ペリカン （Pelikan）   | 1960年3月30日  | 1974年5月31日  | トルコ海軍において、P330 フルトゥナ（Fırtına）として再就役。1985年に退役。                                                                           |

### ゼーアドラー級
西ドイツ海軍から退役したゼーアドラー級は、10隻全てをギリシャ海軍が引き取りその内7隻を再就役させたが、2005年に最後の艇が退役した。
| 艦番号      | 艦名                      | 就役          | 退役           | 備考 |
| ----------- | ------------------------- | ------------- | -------------- | --- |
| P6068 / S6  | ゼーアドラー （Seeadler） | 1958年8月29日 | 1976年7月30日  | ギリシャ海軍にて、P50(1980年以降の新しい艦番号：P196) エスペロス（ΕΣΠΕΡΟΣ）として再就役。2004年に退役。 |
| P6069 / S7  | アルバトロス （Albatros） | 1959年1月27日 | 1975年12月19日 | ギリシャ海軍に引き渡し後解体。                                                                          |
| P6070 / S8  | コンドル （Kondor）       | 1959年2月24日 | 1976年7月25日  | ギリシャ海軍にて、P54(P228) ライラプス（ΛΑΙΛΑΨ）として再就役。2004年に退役。                            |
| P6071 / S9  | グライフ （Greif）        | 1959年3月3日  | 1976年12月1日  | ギリシャ海軍にて、P53(P199) キュクロン（ΚΥΚΛΩΝ）として再就役。2005年に退役。                            |
| P6072 / S10 | ファルケ （Falke）        | 1959年4月14日 | 1975年9月26日  | ギリシャ海軍にて、P51(P197) カタイギス（ΚΑΤΑΙΓΙΣ）として再就役。1981年に退役。                          |
| P6073 / S11 | ガイヤー （Geier）        | 1959年6月3日  | 1975年6月27日  | ギリシャ海軍にて、P56(P230) ティフォン（ΤΥΦΩΝ）として再就役。2005年に退役。                             |
| P6074 / S25 | ブッサルト （Bussard）    | 1959年3月21日 | 1975年11月28日 | ギリシャ海軍に引き渡し後解体。                                                                          |
| P6075 / S26 | ハビヒト （Habicht）      | 1959年6月21日 | 1976年9月24日  | ギリシャ海軍にて、P52(P198) ケンタウロス（ΚΕΝΤΑΥΡΟΣ）として再就役。1995年に退役。                       |
| P6076 / S27 | シュペルバー （Sperber）  | 1959年7月1日  | 1976年2月27日  | ギリシャ海軍に引き渡し後解体。                                                                          |
| P6077 / S28 | コルモラン （Kormoran）   | 1959年11月9日 | 1976年11月26日 | ギリシャ海軍にて、P55(P229) スコルピオス（ΣΚΟΡΠΙΟΣ）として再就役。1995年に退役。                        |